# Margaret Ekpo
Bassey Sampson Ekpenyong Efa conocida como 'Margaret Ekpo'  (n. Town Creek, estado de Cross River (Nigeria) 21 de diciembre de 1914 - 21 de diciembre de 2006) fue una política y feminista nigeriana. Junto a Funmilayo Ransome-Kuti, fundadora en 1950 de la Unión de Mujeres de Nigeria, recorrió el país movilizando a las mujeres para adquirir conciencia política y participar en las organizaciones emergentes para defender sus derechos.

## Biografía
Margaret Ekpo nació en el seno de una familia Efik. Sus padres fueron el reverendo Sampson Ekpenyong Efa (originalmente Patrick Okoroafor Obialor) un comerciante de tuba que cambió de oficio y se convirtió en educador y clérigo de Agulu, Uzo-Igbo y Inyang Eyo Aniemewe modista y comerciante descendiente del Rey Eyo Honesty II un poderoso comerciante de esclavos entre los años 1840 y 1850. Obtuvo el certificado escolar en 1932 y empezó a trabajar como profesora tutelada en escuelas elementales. Pretendía seguir formándose pero la muerte de su padre en 1934 la obligó a posponer su proyecto. Continuó enseñando en escuelas de Calabar y Aba hasta que en 1938 se casó con John Udo Ekpo, médico de la etnia Ibibio originario del Estado de Akwa Ibom.que trabajaba en el hospital general de Aba. Las familias de la pareja se opusieron al matrimonio debido a la diferencia de etnia pero Margaret no renunció, lo que le valió el reconocimiento de ser pionera en la « destribalización» de Nigeria.
Se establecieron en Aba, ciudad en la que años más tarde en 1929 se organizaría la conocida como "guerra de las mujeres Igbo" uno de los pasajes más importantes en la historia de la lucha de las mujeres en África.
En 1946, tiene la posibilidad de estudiar en Irlanda, en lo que es actualmente el Dublín Institute of Technology. Obtiene un diploma en ciencia doméstica y a su regreso a Nigeria crea a Aba una escuela de hogar y de costura.

## Compromiso político

### Los primeros pasos
Su marido secunda una protesta por la discriminación de la administración colonial que sufren los médicos nigerianos autóctonos pero al ser funcionario no puede asistir a las reuniones de organización. Margaret Ekpo asiste en su lugar y participa en el debate sobre estas prácticas discriminatorias y la lucha contra las desigualdades culturales y raciales constatadas en las promociones administrativas.  Toma conciencia en ese momento de que el sistema de decisión por consenso establece que la opinión de las mujeres está representada por la de su marido o la de su padre con un criterio exclusivamente étnico que excluye a las mujeres de la toma de decisiones en la familia y en la sociedad. Con frecuencia participa en reuniones políticas en la que es la única mujer.

### Activismo
En 1945 el Consejo Nacional de Nigeria y de Camerún (CNNC), nuevo partido que lidera la lucha anticolonialista llega a las ciudades del sudeste de Nigeria, entre ellas Aba y Margaret Ekpo, inspirada por las intervenciones de Nnamdi Azikiwe, fundador del periódico West African Pilot - más tarde sería el primer presidente de Nigeriay- y Herbert Macaulay decano de los políticos nigerianos se adhiere al partido. A pesar de la hostilidad del ambiente por el hecho de ser mujer continúa participando en concentraciones y reuniones persuadida de que es el único medio de comprender y tener influencia en el terreno político. Pronto emerge por su influyente liderazgo entre las mujeres y se convierte en miembro del comité ejecutivo del partido.
Por otro lado la escasez de sal le facilita su primera oportunidad para movilizar a las mujeres y organiza la Aba Market Women's Association (AMWA). Utiliza la organización para promover la solidaridad femenina y establece la plataforma como base para luchar por los derechos económicos de las mujeres, conseguir medidas de protección y ampliar los derechos políticos. Para ello convocan manifestaciones y reuniones de coordinación.
En 1946 el marido de Margaret sufre un grave derrame cerebral y viaja a Dublín para su tratamiento. Ella le acompaña y aprovecha para estudiar y diplomarse en Ciencias domésticas en la School of Domestic Economics (actualmente incorporada al Dublín Institute of Technology) en Rathmines. Se desconoce si fue activa en los movimientos locales de estudiantes africanos, sí se tiene constancia de la admiración por las mujeres irlandesas comunes con las que interactuaba. Comprueba como las mujeres en todo el mundo, incluidas las británicas, luchan por sus derechos cívicos y en asuntos políticos y civiles están más avanzadas que las nigerianas. Publicó sobre ello en el folleto "European Women As I See Them" (1953) (Mujeres europeas como yo las he visto).
La toma de conciencia por parte de Margaret Ekpo del crecimiento en el mundo de los movimientos en favor de los derechos civiles de las mujeres la lleva a exigir los mismos derechos para las mujeres de su país y a luchar contra el colonialismo cuya política y prácticas discriminatorias juegan un papel clave en la sumisión de las mujeres. 
La experiencia radicaliza a Ekpo en sus posiciones nacionalistas anticolonialistas y feministas.
En 1948 regresa a casa y funda el Windsor Sewing Institute for Girls en Aba, un instituto que formará a futuras esposas, muchas de las cuales se convertirán en exitosas emprendedoras con negocios de corte y cofección, panaderías, restaurantes y hoteles. También fue un importante espacio para difundir información sobre puntos de vista y noticias sobre la causa nacionalista.
En los años 40 la participación de las mujeres en la política se intensificó y se creó el Women's Party (Partido de las Mujeres) en Lagos. Se intensificaron las reuniones de mujeres en las ciudades uniendo lo "tradicional" a los intereses modernos.
Margaret Ekpo se interesó especialmente en la campaña sobre mujeres dinámicas en el mercado lanzada por Funmilayo Ransome-Kuti contra Oba Sir Ladipo Samuel Ademola II un líder tradicional. El movimiento logró que éste marchara temporalmente al exilio.
Ransome-Kuti como Ekpo era también próxima al CNNC. Sumaron fuerzas por primera vez en enero de 1948 cuando Ransome-Kuti se paró en Aba durante un tour para ampliar la base del movimiento nacional de mujeres. Un año después se unieron en 1949 cuando las autoridades reprimieron brutalmente una huelga en una mina de carbón de Enugu que culminó con la muerte de 21 mineros. Ekpo se sumó a los líderes del partido en Aba que protestaban contra la actuación del gobierno que acabaron siendo arrestados. Ante los rumores de que pueden ser deportados las mujeres organizan masivas manifestaciones recordando el espíritu de lucha de las mujeres Igbo de 1929. El gobierno liberó a los líderes políticos y optó por una comisión de investigación.
La colaboración con Funmilayo Ransome-Kuti continuó hasta convertirse en la secretaria de la Unión de Mujeres Nigeriana fundada y presidida por Ransome-Kute.
En los años 50 la influencia de Ekpos creció en CNNC que luchaba por la independencia lograda en 1960. Su trabajo político se centraba en la organización de las mujeres pero su intervención trascendió a las consideraciones de género. Participó en las delegaciones del partido que viajaron a Londres para celebrar las conferencias constitucionales en 1953, 1957 y 1958. 
En su primer viaje a Londres de 1993 ella y Tanimowo Ogunlesi se reunieron con mujeres parlamentarias y otras figuras públicas que quedaron impresionadas con las características del movimiento.
En 1954 fue nombrada por el CNNC miembro especial de la Cámara regional de Jefes y a pesar del debate sobre la oportunidad de su nombramiento, asume el puesto de 1954 a 1957.
En 1954 crea la Aba Township Women's Association. Su papel logra atraer la confianza de un gran número de mujeres de la zona y transformar la asociación en un grupo de presión política. En 1955, el número de electoras sobrepasa el de los electores en las elecciones al consejo del distrito de Aba y se logra la victoria de una mujer.
A pesar del éxito de la acción el comité ejecutivo se niega a apoyarla como candidata a las elecciones generales de 1959. A pesar de ello se mantiene leal y permanece en el comité.
En 1961 es nominada candidata por Aba en las elecciones regionales y logra un escaño en la Cámara de la Asamblea regional del Este, posición que le permite luchar por las cuestiones relacionadas con las mujeres de la época, en particular en temas de transporte y el problema del aislamiento de las zonas rurales y el acceso a los mercados locales a través de las carreteras principales. En 1964 renovó su escaño.
En 1966 su carrera política se interrumpe por el golpe de Estado que pone final a la Primera República de Nigeria.
En 1967 en la crisis por la secesión de la República de Biafra intervino para destacar la necesidad de unidad, derechos de las minorías y la creación del estado. Durante la guerra civil fue detenida entre septiembre de 1967 y diciembre de 1968. Posteriormente fue mantenida bajo arresto domiciliario hasta 1970.

## Homenajes y reconocimientos
A partir de los años 80 Ekpo tuvo el reconocimiento público de su lucha por los derechos de las mujeres.
Desde 2001 el aeropuerto de Calabar se denomina en su honor Aeropuerto internacional Margaret Ekpo.
Su retrato figura sobre el proyecto de billete de banco de 5000 nairas junto a otras dos nigerianas luchadoras por la independencia del país: Funmilayo Ransome-Kuti y Hajiya Gambo Sawaba.